# Операция Silent Storm
Операция Silent Storm (англ. Silent Storm) — пошаговая тактическая ролевая компьютерная игра, разработанная компанией Nival Interactive и выпущенная в продажу компанией 1С 22 августа 2003 года (на Западе выпущена в продажу компанией JoWooD Productions 31 октября 2003 года). В дальнейшем вышло дополнение Операция Silent Storm: Часовые и игра-продолжение «Серп и молот».

## Сюжет
Действие игры, сюжет которой представляет собой криптоисторию Второй мировой войны, происходит в 1943 году на территории Европы. Тайная террористическая организация «Молот Тора» («МТ») вынашивает планы по захвату мирового господства. Руководство «МТ» знает, что его невозможно достичь, пока в мире есть военно-политические союзы, способные им противостоять. Поэтому они разрабатывают секретное оружие — орбитальное лучевое орудие. Выведя это оружие на орбиту, «МТ» сможет диктовать свою волю ведущим странам мира.
Выйдя на контакт с немецким генералом Отто Бауэром, «МТ» предложил сделку — чертежи панцеркляйнов в обмен на немецкие ракетные технологии. В результате совершения сделки на вооружение немецкой армии стали поступать панцеркляйны, а «МТ» получил возможность вывести орбитальное лучевое орудие в космос.

## Геймплей

Геймплей игры

Игрок руководит диверсионной группой, состоящей максимум из шести персонажей — элитных солдат, воюющих на стороне стран Оси или Союзников; по сюжету игры группе предстоит выполнить ряд миссий. В начале игрок может сделать выбор стороны (страны Оси или страны антигитлеровской коалиции) и сгенерировать персонажа (кроме того, на выбор предлагается 12 уже готовых персонажей 6 национальностей). После выполнения вступительного задания игроку предоставляется доступ к базе, где находятся кабинет начальника, госпиталь, арсенал и ангар для панцеркляйнов — боевых экзоскелетов. С этого момента игрок может набрать группу до шести человек (включая персонажа игрока) из общего числа двадцати (за каждую сторону конфликта). Все персонажи разделены на 6 классов: медик, снайпер, разведчик, гренадер, солдат, инженер. У каждой специальности есть свои преимущества и недостатки. По мере продвижения в игре в арсенал будут поступать новые образцы вооружения: либо со складов, либо трофейное.
Игра в целом реалистично описывает вооружение и оборудование, состоявшее на вооружении союзников и стран Оси в 1943 году, хотя названия некоторых видов оружия изменены; также присутствует фантастическое оружие: энергетические винтовки, пушки и боевые экзоскелеты (по сюжету факт существования такого оружия засекречен), именуемые немецким словом «панцеркляйн» (с нем. — «маленький танк»). Их довольно сложно уничтожить, так как стрелковое оружие практически не наносит им урона. При использовании гранатомётов и противотанковых гранат есть небольшой шанс пробить броню панцеркляйна и убить его пилота; лишь используя энергетическое оружие «МТ», можно с лёгкостью пробить броню и наверняка убить пилота.
Игра использует передовую на момент выхода физическую модель. Ландшафт можно изменять, при использовании взрывчатки в зависимости от её вида и способа применения (например, от того, в какую сторону и с какой силой персонаж метнёт гранату) здания получают разные повреждения, могут быть разрушены частично или полностью, человеческие тела правильно реагируют на попадание из различных видов оружия.

## Дальнейшие разработки
Существует дополнение к игре под названием Операция Silent Storm: Часовые, которое продолжает сюжетную линию оригинала: в 1947 году действует тайная организация «Часовые», созданная для борьбы с «Молотом Тора». В организацию «Часовые» входят те же люди, что противостояли «МТ» во время войны.
Игра Серп и молот, действие которой происходит в 1949 году, продолжает сюжет Silent Storm и Операция Silent Storm: Часовые; её главное отличие состоит в том, что в ней нет панцеркляйнов.
Все три игры используют один и тот же движок.
Модифицированная версия движка использовалась при создании игр Ночной дозор и Дневной дозор. Кроме того, движок был лицензирован несколькими сторонними разработчиками для создания собственных проектов. Так, в марте 2006 года компанией 1С была выпущена компьютерная игра Жесть, созданная по мотивам одноимённого фильма. Также известно, что игра Jagged Alliance 3D при поддержке компании Акелла определённое время разрабатывалась именно на этом движке. Позже разработка была прекращена, а права переданы другой фирме.

## Музыкальное оформление
- Вся музыка для игры была написана Андреем Федоренко, лидером московской группы Archontes[2].

## Рецензии
| Сводный рейтинг       | Сводный рейтинг                        |
| Агрегатор             | Оценка                                 |
| --------------------- | -------------------------------------- |
| GameRankings          | 82,91 %                                |
| Metacritic            | 83/100 (24 обзора)                     |
| MobyRank              | 83/100                                 |
| Иноязычные издания    |                                        |
| Издание               | Оценка                                 |
| 1UP.com               | A                                      |
| AllGame               | [ 7 ]                                  |
| GameSpot              | 8,2/10                                 |
| GameSpy               | [ 9 ]                                  |
| IGN                   | 8,1/10                                 |
| Русскоязычные издания |                                        |
| Издание               | Оценка                                 |
| Absolute Games        | 75 %                                   |
| «Домашний ПК»         | [ 12 ]                                 |
| Награды               |                                        |
| Издание               | Награда                                |
| Домашний ПК           | «Выбор редакции»                       |
| ЛКИ                   | Корона журнала                         |
| Домашний ПК           | Лучшая стратегия/военная игра/менеджер |

Операция Silent Storm пострадала из-за нехватки продаж в США и проблем с получением копии игры журналами и веб-сайтами. Игра подверглась критике за включение в неё элементов научной фантастики, в частности панцеркляйнов, которые частично разрушают сеттинг Второй мировой войны и игровой баланс.
Игра заняла второе место в номинации «Лучшая стратегия» (2003) журнала «Игромания».